# Финикийское торговое судно
Финикийское торговое судно — тип кораблей, использовавшегося финикийцами примерно от 2000 года до н. э. (изображения в Тире, Сидоне) до II века до н. э. (падение Карфагена).

## Конструкция

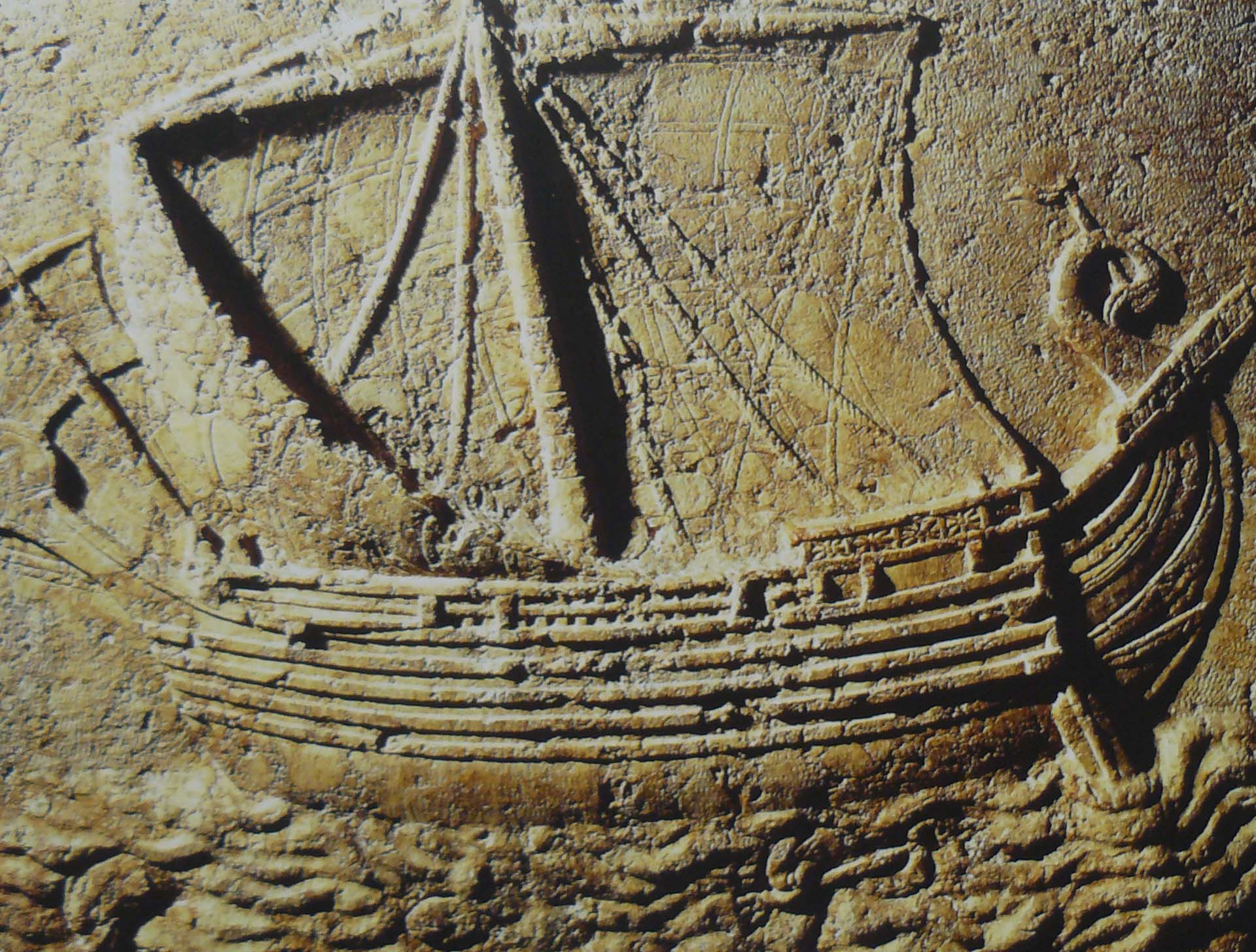
Изображение финикийского торгового корабля на саркофаге из Сидона. Национальный музей Бейрута

Финикийские торговые суда были довольно вместительными. Длина таких судов достигала 30 метров, а экипаж — 30 человек. Водоизмещение могло достигать 230 т. Они имели мощные штевни и два кормовых весла. К носовому штевню крепилась большая амфора из обожжённой глины для хранения питьевой воды. На носу иногда имелся таран (далеко не обязательно служивший для поражения противника — другой и видимо изначальной его функцией была роль носового бульба) и изображение всевидящего ока, а хвост напоминал хвост скорпиона. Вдоль бортов на судне крепились решётки из прутьев для ограждения палубного груза.
Мачты были оснащены реями и несли прямой парус, как правило, пурпурной окраски. Еврейский пророк Иезекииль сообщает, что мачты финикийских кораблей изготавливались из ливанского кедра (Иез. 27:5), весла из васанского дуба, а скамьи из бука (Иез. 27:6). Полотна для парусов закупались в Египте (Иез. 27:7).
О судостроении финикийцев можно судить по найденному у турецкого Улубуруна 15-метровому сиро-хананейскому торговому судну, датируемому 1320 годом до н. э. ± 50 лет. Его корпус построен из толстых (6 см) кедровых досок, соединённых кромка к кромке при помощи очень массивных дубовых шипов (длиной 30 см, шириной 6,2 см и толщиной 1,6 см), закреплённых в пазах досок при помощи также весьма крупных дубовых нагелей (диаметром 2,2 см) — это наиболее ранний из известных случаев использования данной технологии в чистом виде. Имеется рудиментарный киль в виде выступающего пояса обшивки. Поперечные усилители совершенно отсутствуют.